# 孔琳 (工學士)
孔琳（1973年—2005年），男，重庆人，见义勇为人士。
重庆大学1991级学生，1995年毕业于重庆大学机械工程学院汽车工程专业，获工学学士学位，後來任職於太平洋保險重慶分公司。2005年9月18日（农历八月十五）夜，在重庆沙坪坝区石门大桥下的汉渝路码头，两名在江边游玩的重庆大学学生失足掉入湍急的江水中，当时正在江边游玩的孔琳与18岁青年李俊超立即跳入江中施救，将落水的两人救起，但孔琳因体力不支被江水捲走而牺牲。9月21日下葬時，有近千名市民送行。9月23日，沙坪坝区委、区政府授予孔琳“舍己救人英雄”、李俊超“舍己救人的红岩好青年”称号。

## 外部連結
- 救人英雄孔琳纪念站[永久]，裡面有詳細的事件經過與相關報導。